# Gutianshan (naturreservat)
Gutianshan är ett cirka 81 km² stort naturreservat i bergstrakten Nanling i östra Kina. Reservatet inrättades 1975 för att skydda en större del av den för regionen typiska städsegröna lövskogen.
Den skyddade regionen ligger minst 500 meter över havet och når vid den högsta toppen upp till 1 258 meter över havet. Området kännetecknas av branta klippor och snabbflytande vattendrag som mynnar i Poyangsjön. Utanför reservatet odlas ris, tobak och sötpotatis.
I skogen dominerar träd som Castanopsis eyrei, Schima superba och Pinus massoniana. Av reservatets dokumenterade växtarter är 18 upptagen i Kinas lista av sällsynta och hotade växter. Större däggdjur som lever i reservatet är trädleopard, kinesisk serov, sikahjort och Muntiacus crinifrons. Här hittas ett större bestånd av brokfasan och flera exemplar av fujiantragopan. I vattendragen lever storhuvudsköldpaddan.